# Passo della Sentinella (Dolomiti)
Il passo della Sentinella (2717 m s.l.m.) è un valico alpino storico delle Dolomiti orientali, situato sulla cresta di giunzione della Croda Rossa di Sesto-Comelico e della Cima Undici, nel punto più alto della Val Popera nel gruppo delle Dolomiti di Sesto e delle Dolomiti del Comelico.

## Descrizione

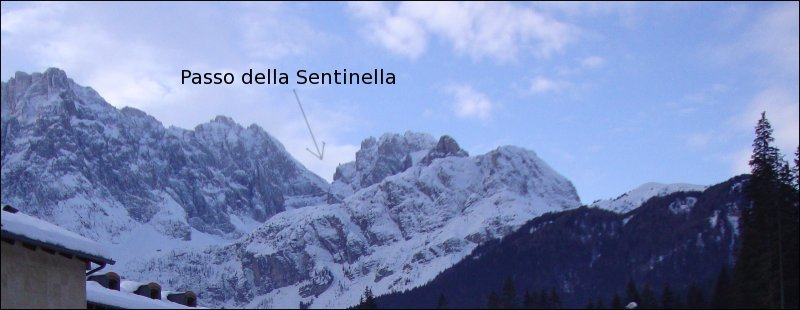
Il Passo della Sentinella dal Vallon Popera

È parte del confine fra le regioni Veneto e Trentino-Alto Adige e precisamente della provincia di Belluno (Comelico Superiore) e quella di Bolzano (Alta Val Pusteria).
Ai tempi della prima guerra mondiale fu invece confine tra il Regno d'Italia e l'Impero austro-ungarico, ferocemente conteso fra le due armate durante l'intero conflitto. Un luogo, come tanti altri che furono teatro della Grande Guerra in Dolomiti, di per sé quasi insignificante nel contesto più ampio delle strategie militari, ma di eccezionale importanza logistica per il controllo di questa zona del fronte.
Dall'inizio del conflitto (24 maggio 1915) alla fine di giugno il passo non era occupato, finché una pattuglia austriaca guidata da Sepp Innerkofler e inviata in esplorazione ebbe un breve scontro a fuoco con una pattuglia italiana risalita dal versante opposto. Gli italiani infatti mandavano spesso pattuglie a presidiare il passo durante il giorno, per poi scendere alla sera. Annusato il pericolo, il 4 luglio gli austriaci lo occuparono stabilmente, assieme alla cresta sommitale della Croda Rossa: nello stesso giorno in cui fu colpito a morte Sepp Innerkofler mentre attaccava il Monte Paterno. Mentre invece la cresta di Cima Undici non era occupata. Ecco che la conquista del passo diventò fondamentale per gli italiani: tra agosto e settembre 1915 vennero effettuati tre attacchi che però fallirono, anche a causa della scarsa conoscenza dei luoghi.
E i soldati si preparavano ad affrontare il primo inverno di guerra e a far conoscenza con un nemico comune ad entrambi gli schieramenti: la morte bianca. La zona è particolarmente aspra e la vita a quelle quote e in quelle condizioni è particolarmente dura, anche per gente abituata alla montagna, spesso i presidi rimanevano per giorni tagliati fuori dal resto del mondo e solo a fine marzo si poterono ristabilire i collegamenti e ricostruire le baracche distrutte dalle valanghe. Ma c'era chi pur in queste condizioni estreme non si era fermato: dal 30 gennaio ai primi di aprile del 1916 gli Alpini agli ordini del capitano cadorino Giovanni Sala e guidati dall'aspirante irredento trentino Italo Lunelli avevano, all'insaputa degli austriaci, occupato tutta la cresta sommitale di Cima Undici fino alla forcella Dal Canton, sovrastante il Passo della Sentinella.
Altre due forcelle più a nord furono occupate per poter battere tutta la zona del vallone da cui presumibilmente sarebbero saliti eventuali rinforzi austriaci. L'impresa sia a livello militare che soprattutto alpinistico ha dello straordinario: tutta la cresta di Cima Undici presenta una serie di forcelle che salgono da profondi canaloni. Ad una ad una furono raggiunte ed attrezzate dagli Alpini durante l'inverno, in gran parte di notte per sfuggire alle vedette austriache. Furono costruite baracche, attrezzati percorsi con scale e corde, furono fatti affluire materiali, armi, uomini, tutto tra la neve e il ghiaccio e quasi interamente a spalle d'uomo, a 3000 metri di quota. A metà aprile tutto era pronto per l'attacco.
Questa volta però l'attacco doveva avvenire da più direzioni. Lunelli con due plotoni di Alpini che costituivano il da lui creato Reparto Scalatori, in silenzio e con abile scalata si posizionano sul Pianoro del Dito sovrastante il passo dal versante nord, tenendo sotto controllo i rinforzi risalenti dal vallone. L'artiglieria di Creston Popera e le mitragliatrici posizionate sulle balze della Croda Rossa e a Forcella della Tenda tengono inchiodati gli austriaci di guardia al passo. Dal vallone frontale iniziano la salita i reparti del sottotenente Martini e contemporaneamente dall'alto di Cima Undici, scivolando e rotolando per un canalone di neve, piombano sul passo i Mascabroni del Capitano Sala, conquistando l'importante posizione: un'operazione grandiosa, condotta da uomini eccezionali in un ambiente severo e maestoso che suscita ancor oggi timore e rispetto.
Al passo arriva una ferrata che è la Strada degli Alpini, un percorso attrezzato e storico di media difficoltà, realizzato (fino alla forcella Undici) proprio negli anni della prima guerra mondiale dagli Alpini, e completato fino al passo dal CAI di Padova (segnavia CAI 101).